# Llista d'illes de Grècia
Vet aquí una llista d'algunes de les 3.000 illes de Grècia:

## LesCíclades

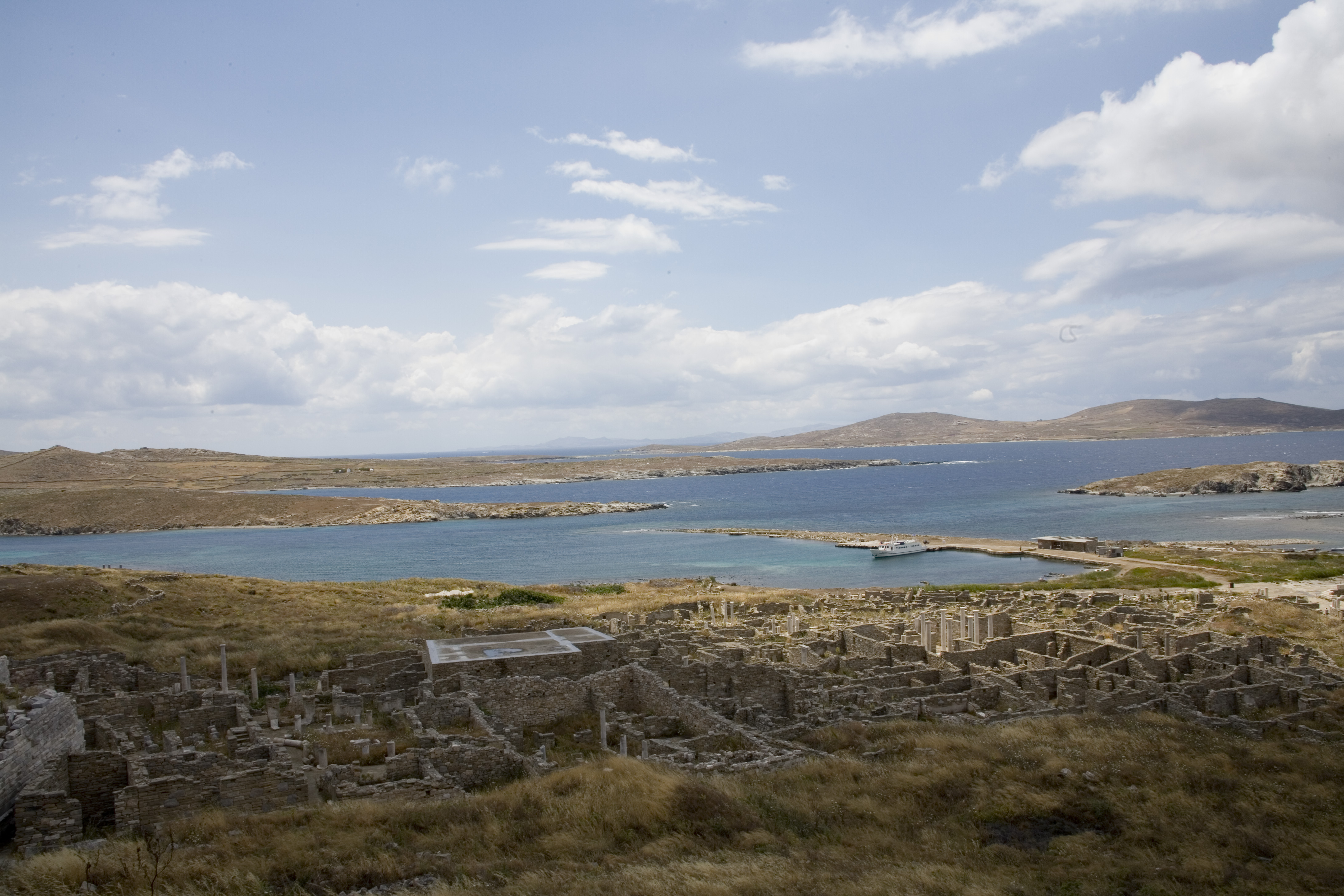
Ruïnes de Delos

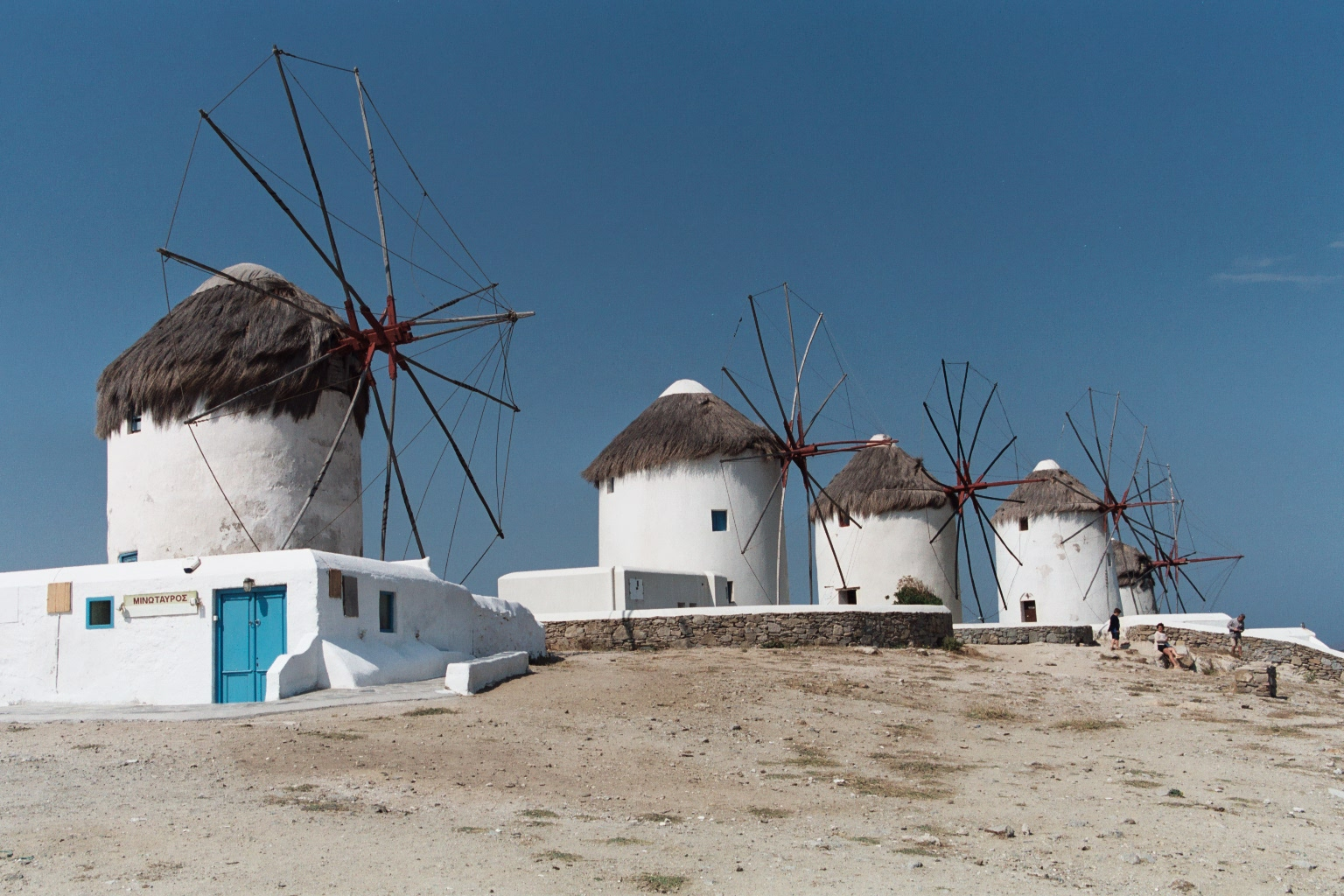
Molins de vent a Míconos

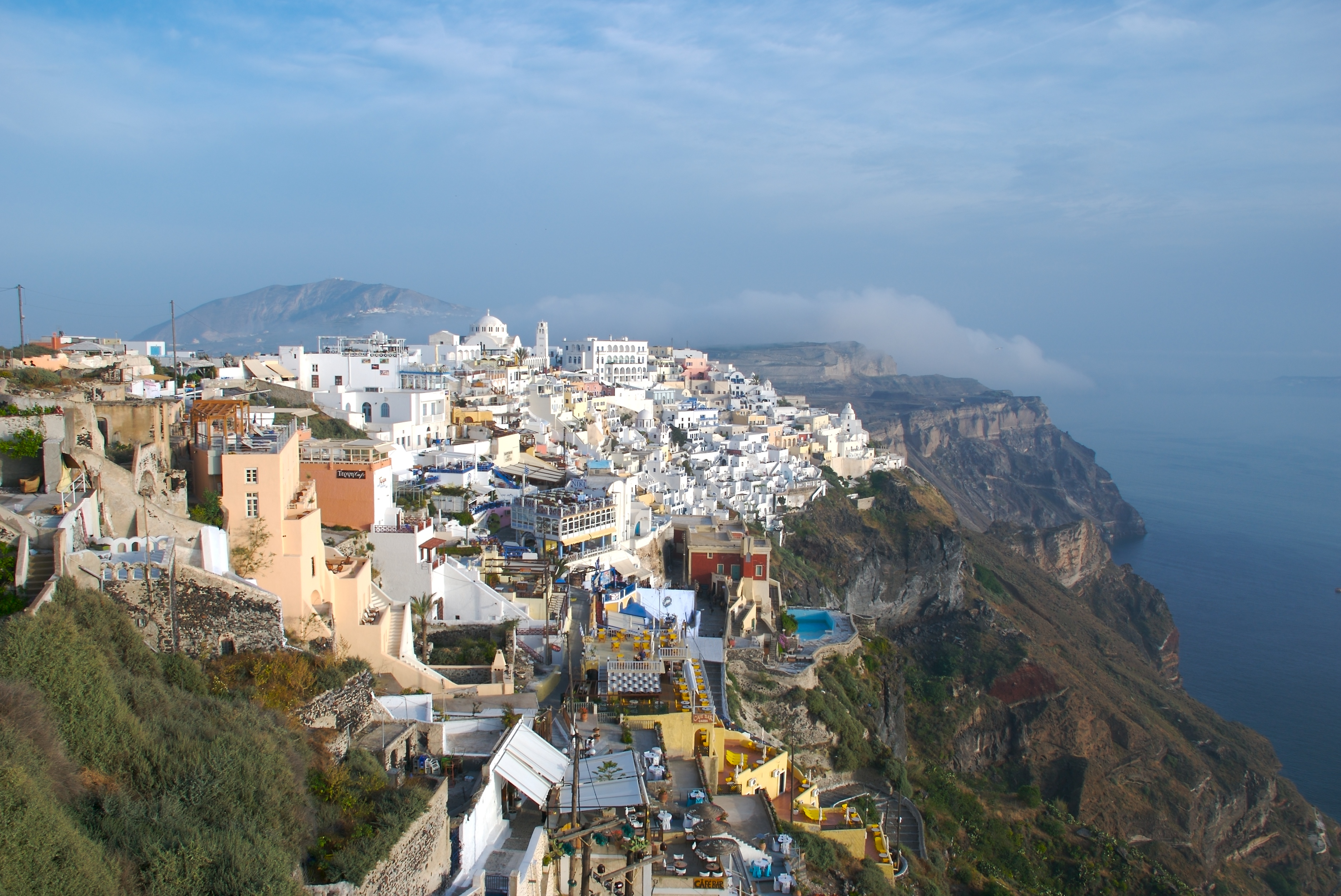
Thira, la capital de Santorí

### Principals
- Amorgos
- Anafi
- Andros
- Andíparos
- Delos (modernament deshabitada)
- Folegandros
- Íos
- Kea
- Kímolos
- Citnos
- Míkonos
- Melos
- Naxos
- Paros
- Santorí
- Sèrifos
- Sifnos
- Síkinos
- Siros
- Thirasia
- Tenos

### Menors
- Donusa
- Iràklia
- Kufoníssia
- Skhinoussa

### Deshabitades
- Ànidros
- Despotikó
- Giaros
- Keros
- Makrónisos
- Poliegos
- Rínia
- Sàliagos

## ElDodecanès

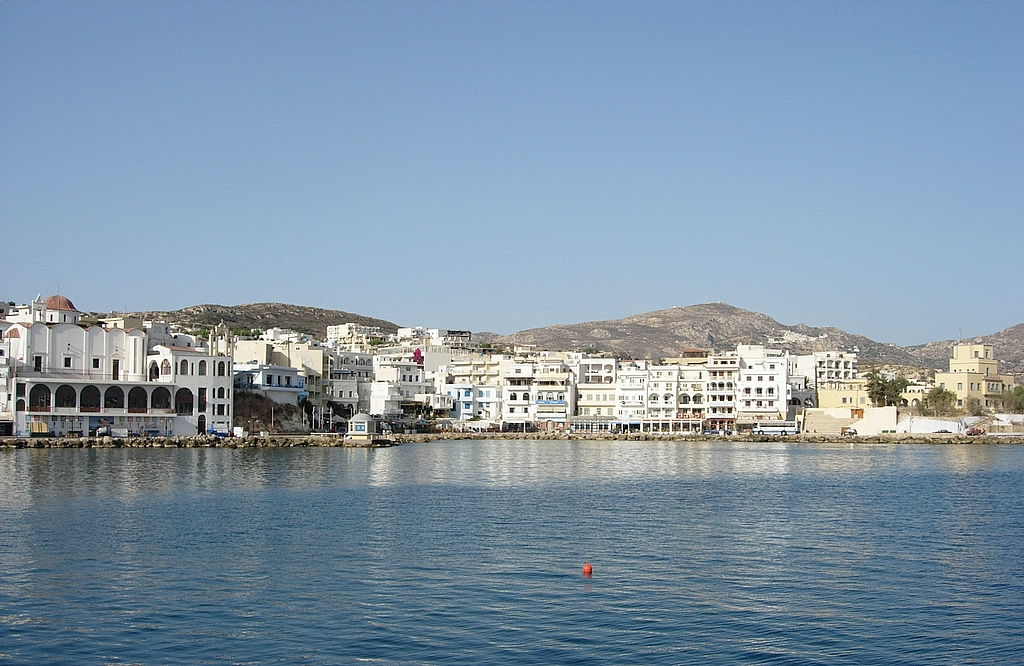
Pigàdia, la capital de Kàrpathos

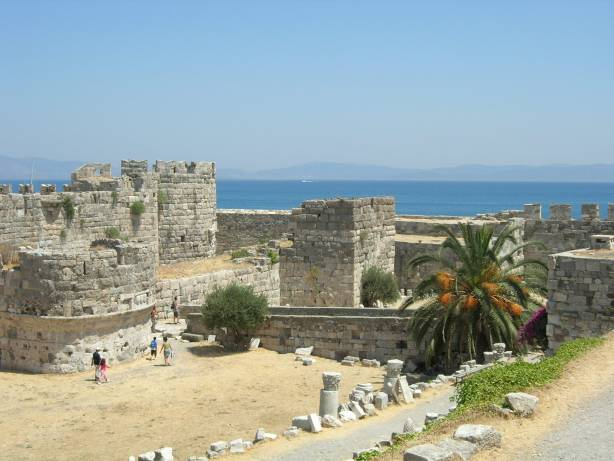
Fortalesa de Sant Joan, a Cos

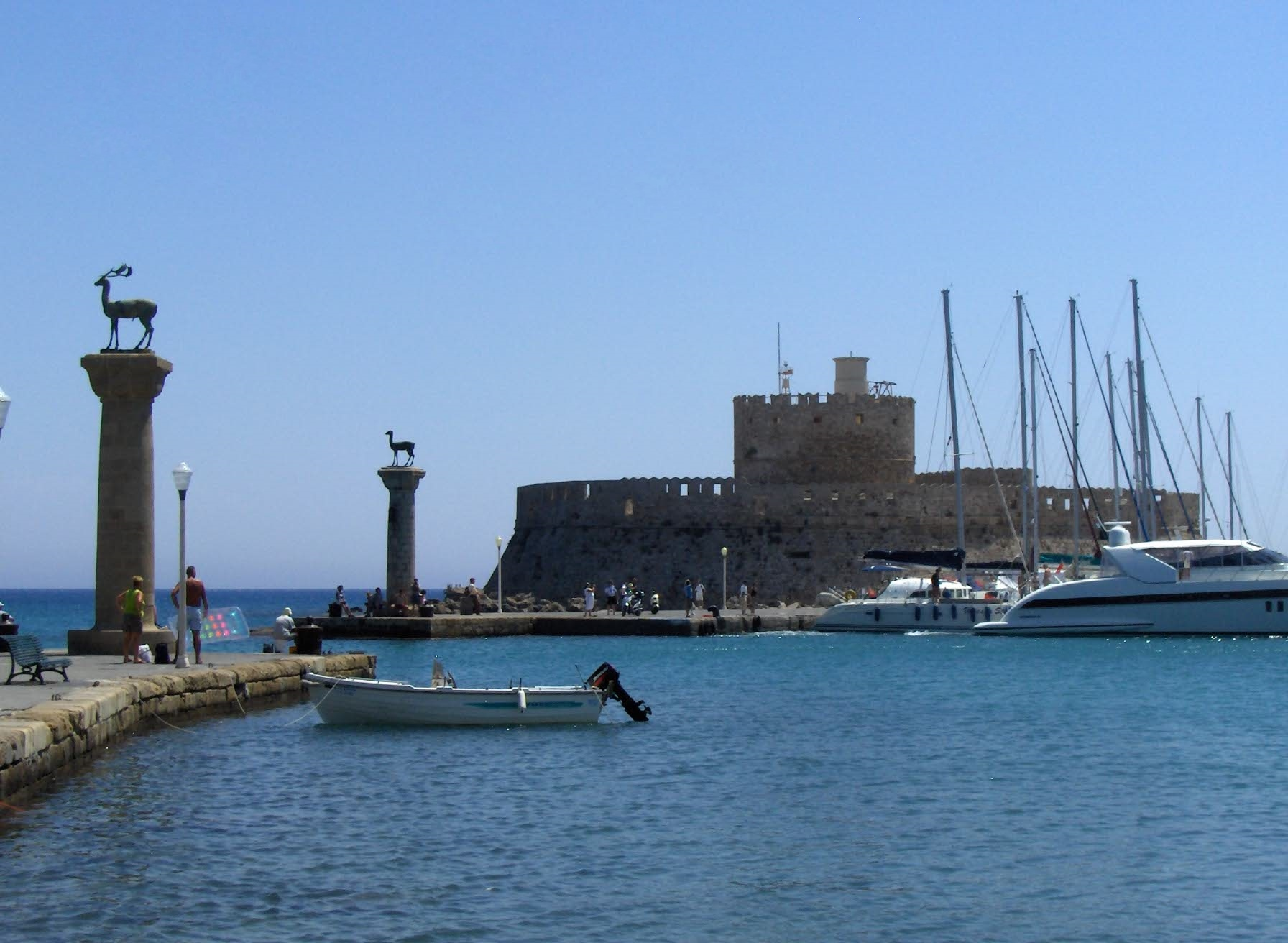
Port de Mandraki, a la ciutat de Rodes

### Principals
L'arxipèlag del Dodecanès va rebre aquest nom a partir del segle xix, i fa referència a aquestes dotze illes:
- Astipalea
- Castellroig
- Càrpatos
- Casos
- Cos
- Càlimnos
- Leros
- Níssiros
- Patmos
- Rodes
- Sime
- Telos

### Menors
Aquestes altres illes també formen part del Dodecanès:
- Agathonisi
- Arkí
- Guialí
- Khalki
- Lipsí
- Marathos
- Psèrimos
- Telendos

### Deshabitades
- Astakida
- Imia
- Kínaros
- Lévitha
- Ofidoussa
- Pergousa
- Saria
- Sirna
- Zaforàs

## Illes del nord de l'Egeu

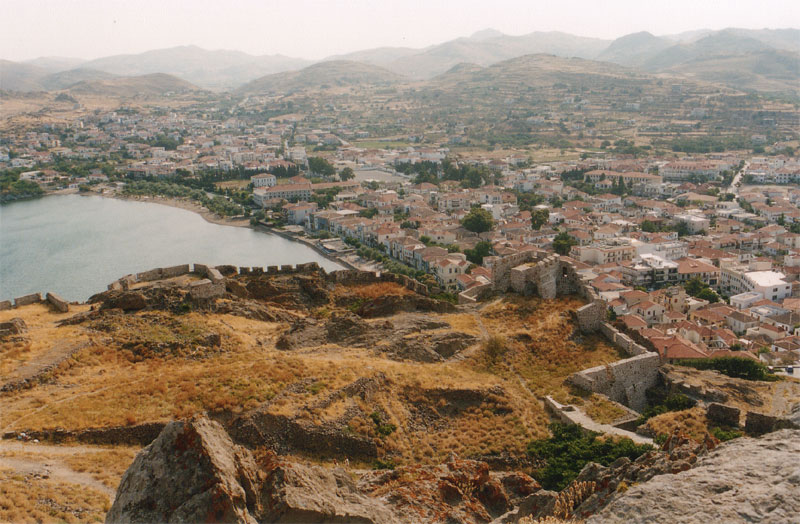
Mirina, la capital de Lemnos

Grup d'illes disperses entre el Dodecanès i la costa de Tràcia. Totes es troben habitades:
- Àgios Efstràtios
- Enusses
- Furni
- Icària
- Lemnos
- Lesbos
- Psara
- Quios
- Samos
- Samotràcia
- Tasos
- Thymaina

Les illes d'Imbros i Tènedos, que fan part d'aquest grup, són les dues úniques illes principals de la Mar Egea que pertanyen a Turquia.

## Espòrades

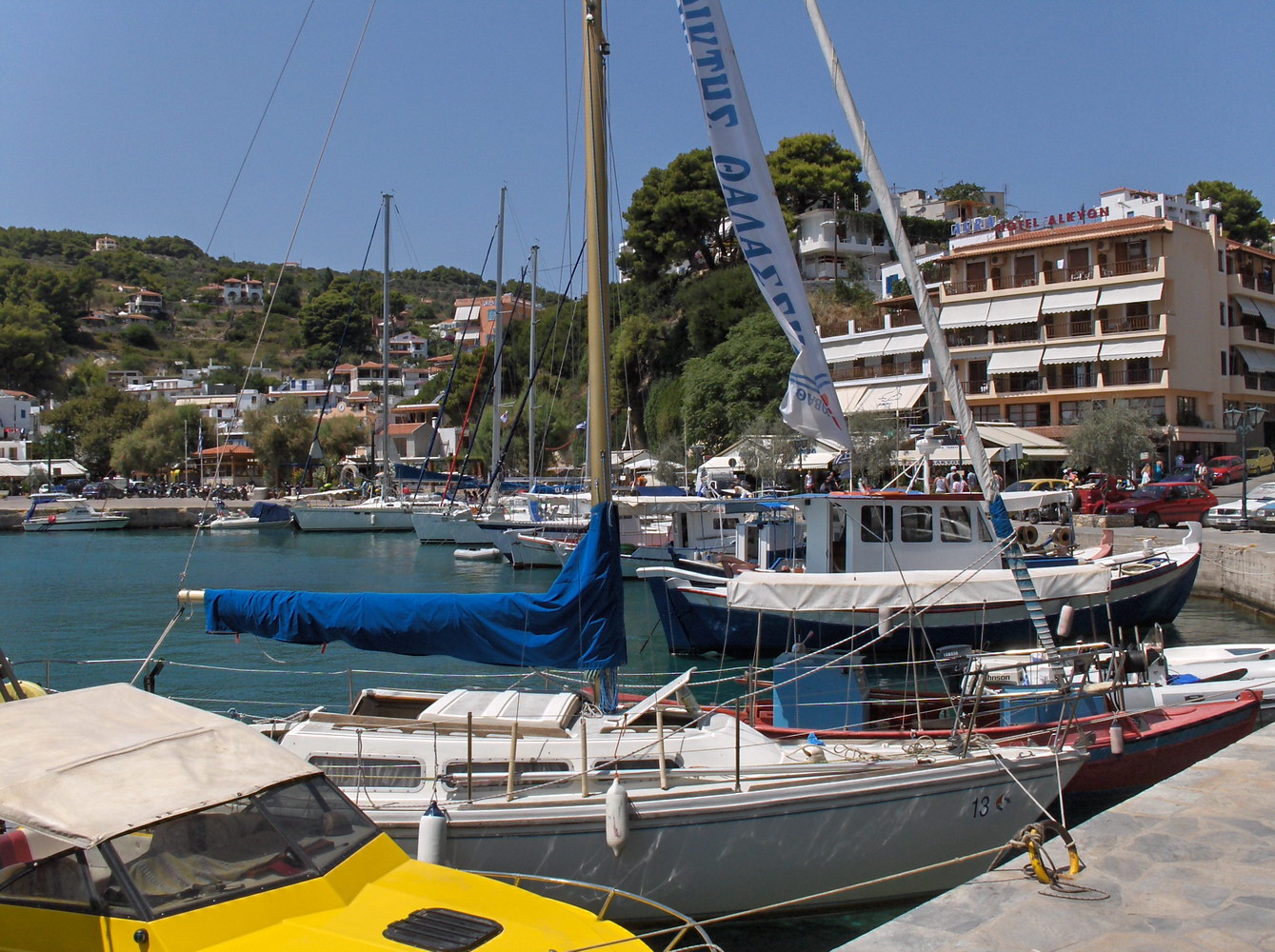
Port d'Alónnissos

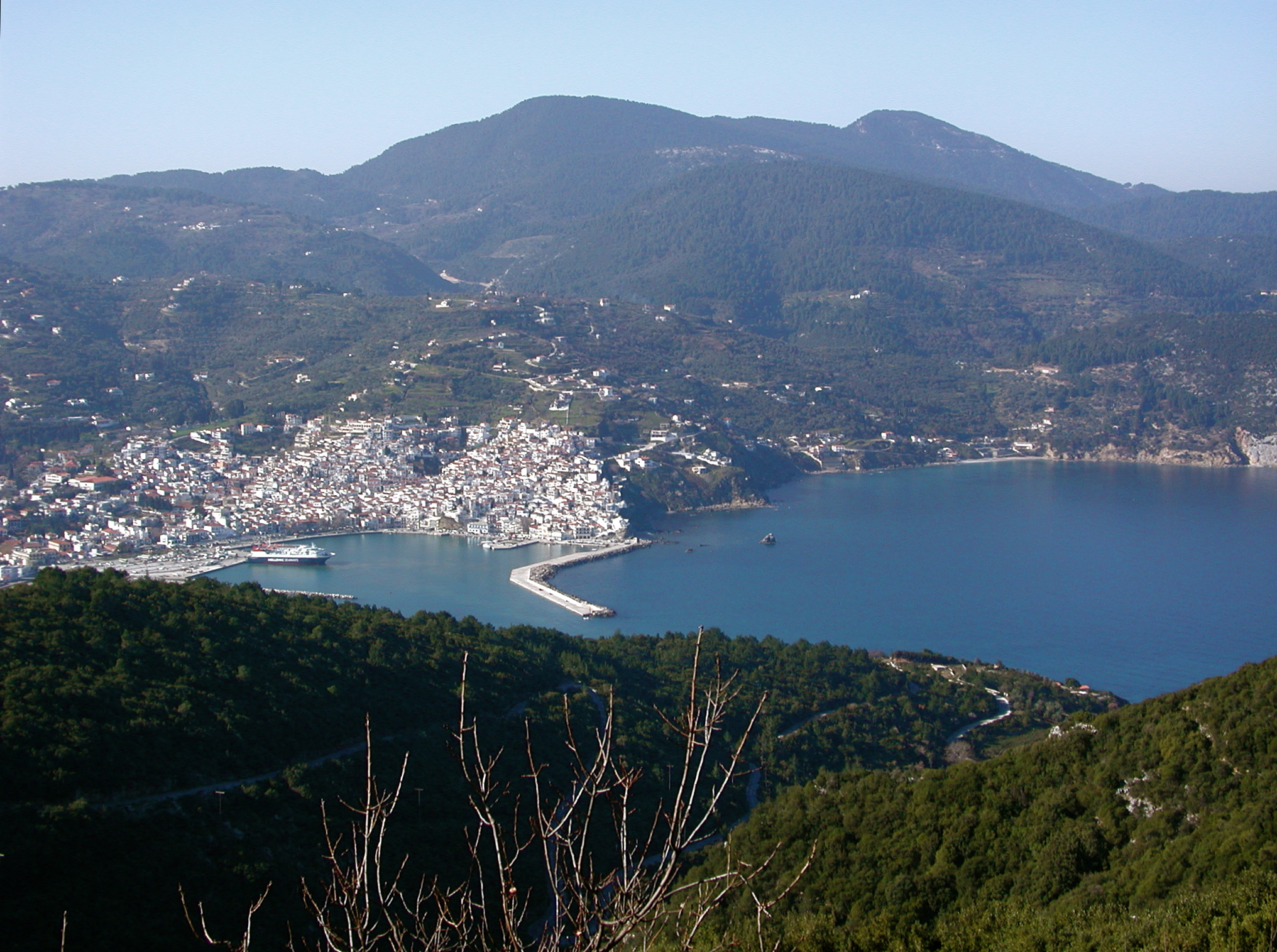
Khora, la capital de Skópelos

### Principals
Solament les quatre Espòrades principals estan habitades:
- Alónnissos
- Escíatos
- Esciros
- Escòpelos

### Deshabitades
- Adelfópoulo
- Gioura
- Kirà Panagia
- Peristera
- Piperi
- Psathoura
- Skantzoura

## Lesilles Jòniques

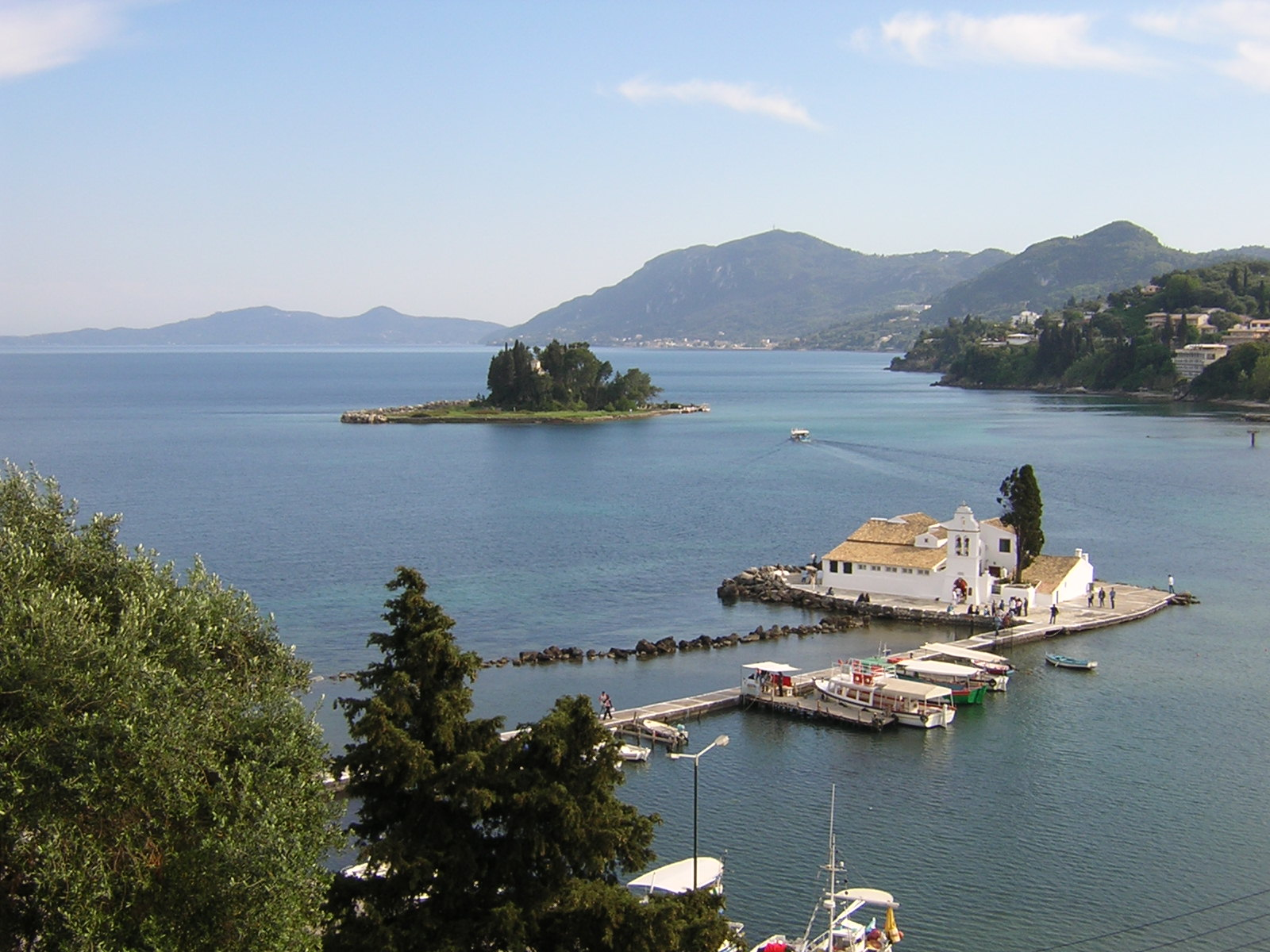
Illots de Pondikonisi i Kanoni, a Corfú

### Principals
- Cefalònia
- Citera
- Corfú
- Ítaca
- Lèucada
- Paxos
- Zacint

### Menors
- Anticitera
- Antípaxos
- Kalamos
- Kastos
- Meganisi
- Illes Diapòntiques: Othoni, Erikussa i Mathraki

### Deshabitades
- Les Equínades
- Les Estròfades: Stamfani i Arpia

## Lesilles Saròniques
Illes del Golf Sarònic i del Golf Argòlid:
- Egina
- Anguistri
- Hidra
- Poros
- Salamina
- Spetses

## Illes d'Eubea
Entorn de l'illa d'Eubea hi ha tot un seguit d'illes, totes deshabitades:
- Atalante
- Khersonisi
- Kaval·liani
- Likhades
- Mandilou
- Megalonisos
- Sturonisi

## Illes de Creta

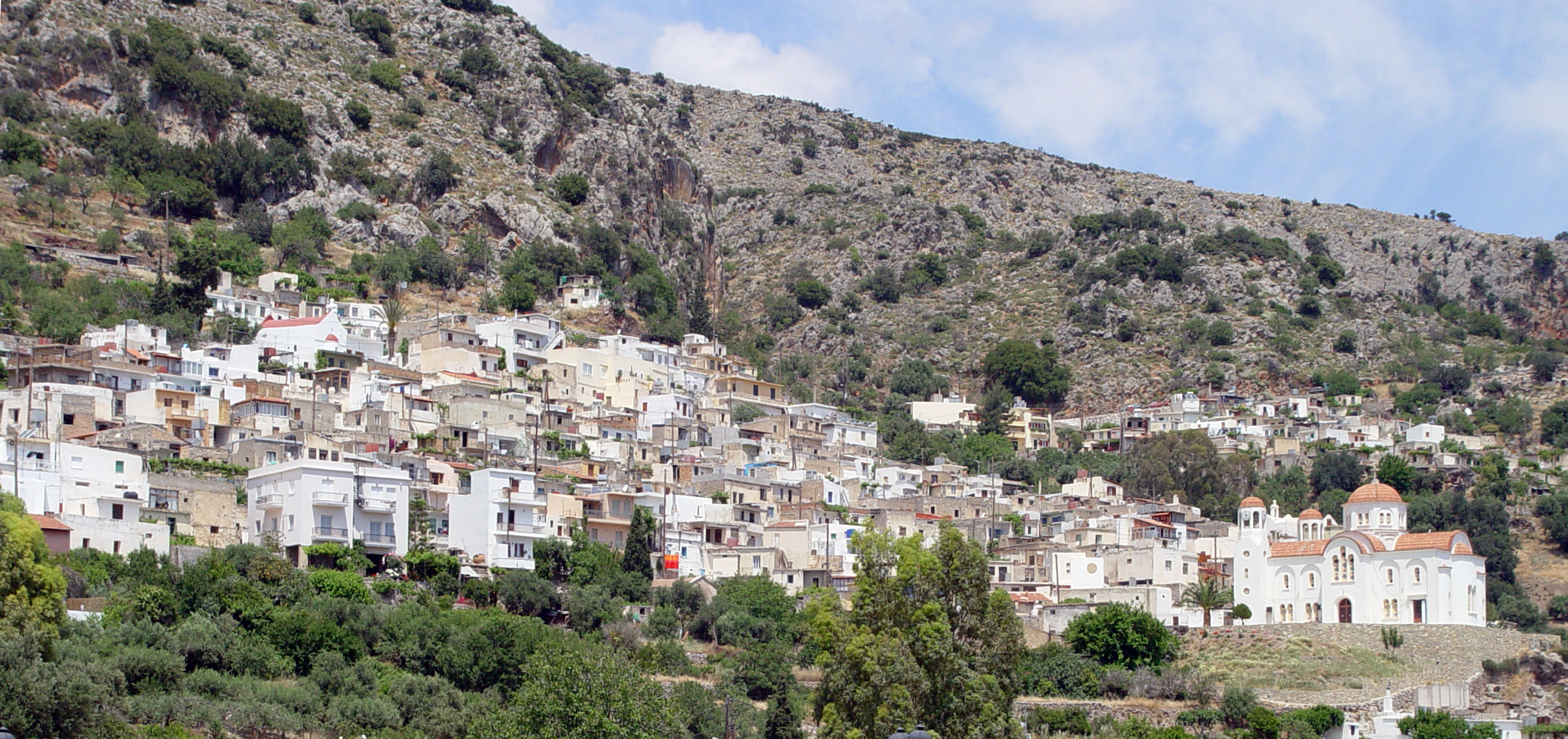
Kritsà, a Creta

Entorn de l'illa d'Eubea hi ha tot un seguit d'illes, totes deshabitades llevat de Gavdos:
- Agi Pandes (vora Àgios Nikólaos)
- Àgii Theódori (al nord-oest de Khània)
- Agria Grambusa (al nord de Grambusa)
- Dia (al nord, davant d'Heraklion)
- Illes Dionisíades (al nord de Sitia)
- Elafonissi (al sud-oest de Paleochora)
- Elassa (a l'est de Creta)
- Gavdopoúla o Ofidoussa (al nord-oest de l'illa de Gavdos)
- Gavdos (al sud de Sfakia)
- Grambusa (al nord de Kissamos)
- Grantes (a l'est de Creta)
- Khrissi o Gaidouronisi (al sud-est de Ieràpetra)
- Kufonissi (al sud de Lassithi)
- Makronisi (al sud, vora Kaloi Limenes)
- Paleosuda (al nord, al golf de Suda)
- Paximadia (al sud, al golf de Messara)
- Petalida (a l'oest, davant de Falàssarna)
- Pontikonisi (a l'oest de Grambusa)
- Psira (al nord, al golf de Mirabello)
- Spinalonga o Kalidon (al nord, vora Elounda)
- Suda (al nord, a la badia de Suda)